# St. Petersburg Open 2016
Il St. Petersburg Open 2016 è stato un torneo di tennis giocato su campi in cemento al coperto. È stata la ventunesima edizione del torneo facente parte del circuito ATP World Tour 250 series nell'ambito dell'ATP World Tour 2016. Si è giocato al Sibur Arena di San Pietroburgo, in Russia, dal 19 al 25 settembre 2016.

## Partecipanti

### Teste di serie
| Nazionalità | Giocatore                    | Ranking* | Testa di serie |
| ----------- | ---------------------------- | -------- | -------------- |
| Svizzera    | Stan Wawrinka                | 3        | 1              |
| Canada      | Milos Raonic                 | 6        | 2              |
| Rep. Ceca   | Tomáš Berdych                | 9        | 3              |
| Spagna      | Roberto Bautista Agut        | 16       | 4              |
| Germania    | Alexander Zverev             | 27       | 5              |
| Spagna      | Albert Ramos Viñolas-Viñolas | 32       | 6              |
| Serbia      | Viktor Troicki               | 33       | 7              |
| Portogallo  | João Sousa                   | 34       | 8              |

* Ranking al 12 settembre 2016.

### Altri partecipanti
I seguenti giocatori hanno ricevuto una wild card per il tabellone principale:
- Aleksandr Bublik
- Karen Chačanov
- Andrej Rublëv

Il seguente giocatore è entrato in tabellone col ranking protetto:
- Janko Tipsarević

I seguenti giocatori sono passati dalle qualificazioni:

- Radu Albot
- Daniil Medvedev
- Alexandre Sidorenko
- Miša Zverev

## Campioni

### Singolare
Alexander Zverev ha sconfitto in finale  Stan Wawrinka col punteggio di 6-2, 3-6, 7-5.
- È il primo titolo in carriera per Zverev.

### Doppio
Dominic Inglot /  Henri Kontinen hanno sconfitto in finale  Andre Begemann /  Leander Paes col punteggio di 4-6, 6-3, [12-10].